# Xylotrechus rusticus
Xylotrechus rusticus es una especie de escarabajo longicornio del género Xylotrechus. Fue descrita científicamente por Linné en 1758.
Se distribuye por Nueva Guinea, Macedonia, Siberia, Cerdeña, Cáucaso, Croacia, Bosnia y Herzegovina, Serbia, Georgia, Kazajistán, Rusia europea, Ucrania (Crimea), Lituania, República Checa, Eslovaquia, Eslovenia, Estonia, Moldavia, Armenia, Turquía, Rumania, Portugal, Polonia, Mongolia, Grecia, Finlandia, Japón, Francia, Austria, Alemania, Bulgaria, Chile, China, Dinamarca, Hungría, Tayikistán, Suecia, Suiza, Luxemburgo, Noruega, Marruecos, Irán, Italia, España, Yugoslavia y Letonia. Mide 8-21 milímetros de longitud. El período de vuelo ocurre en los meses de mayo, junio, julio, agosto y septiembre.

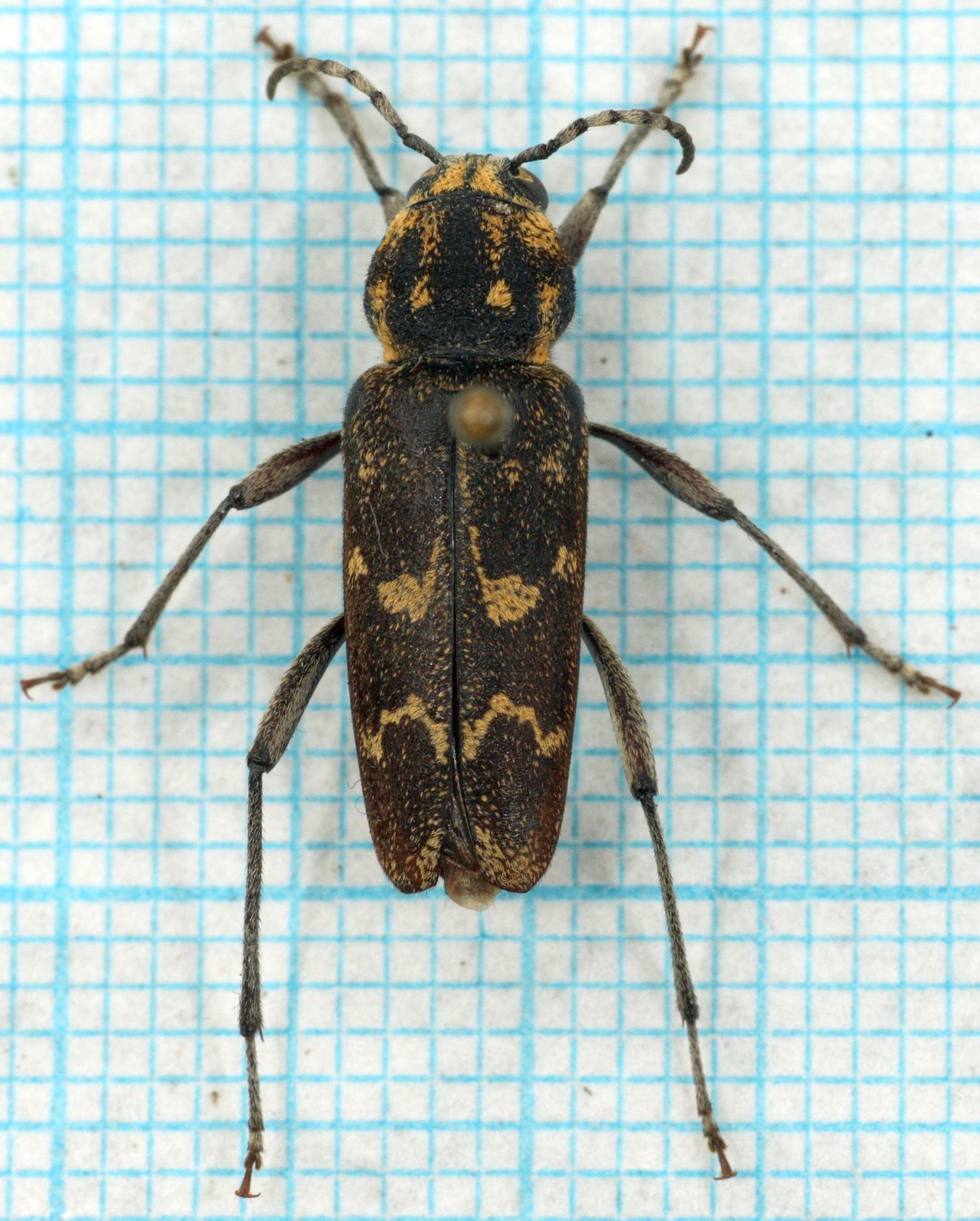
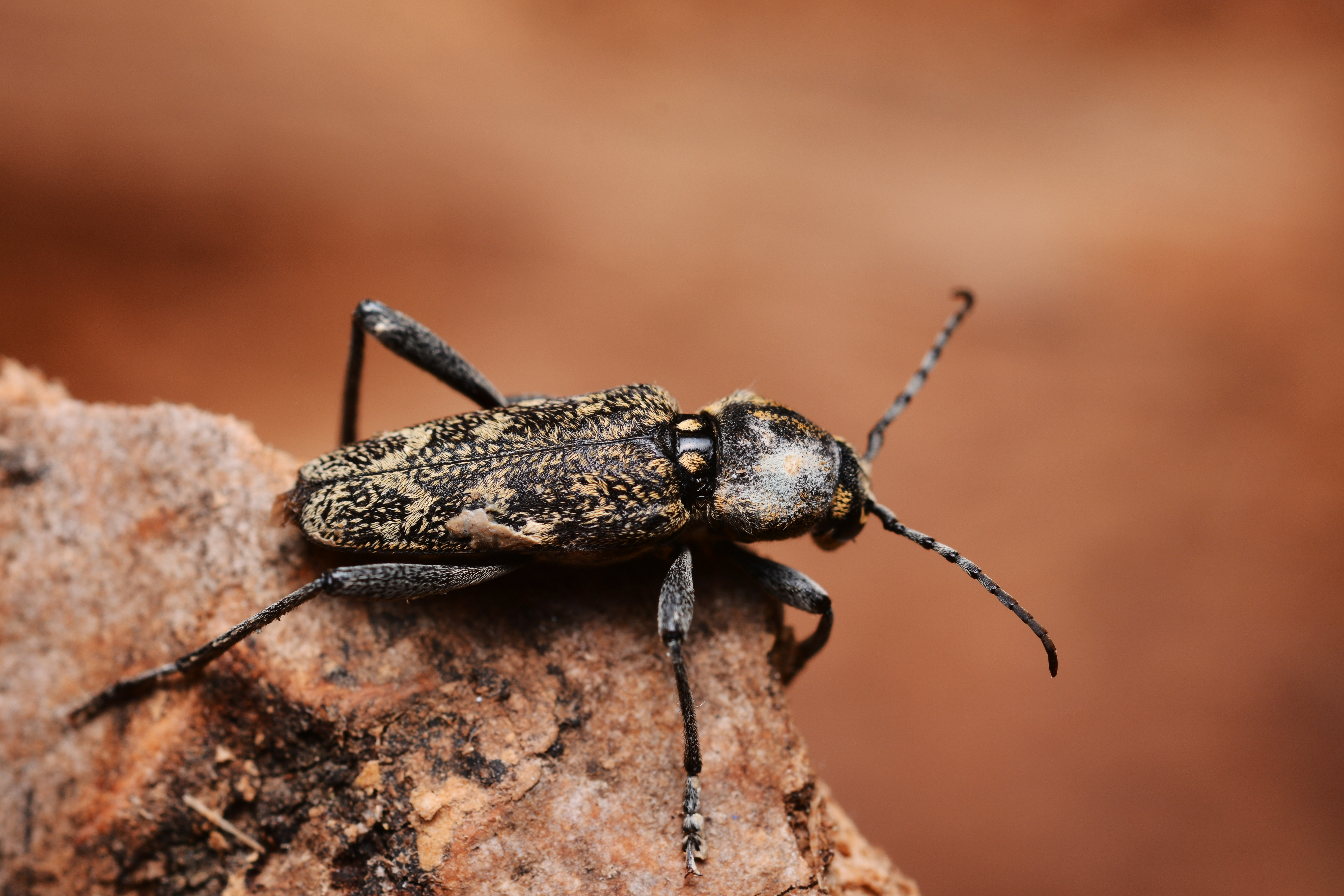
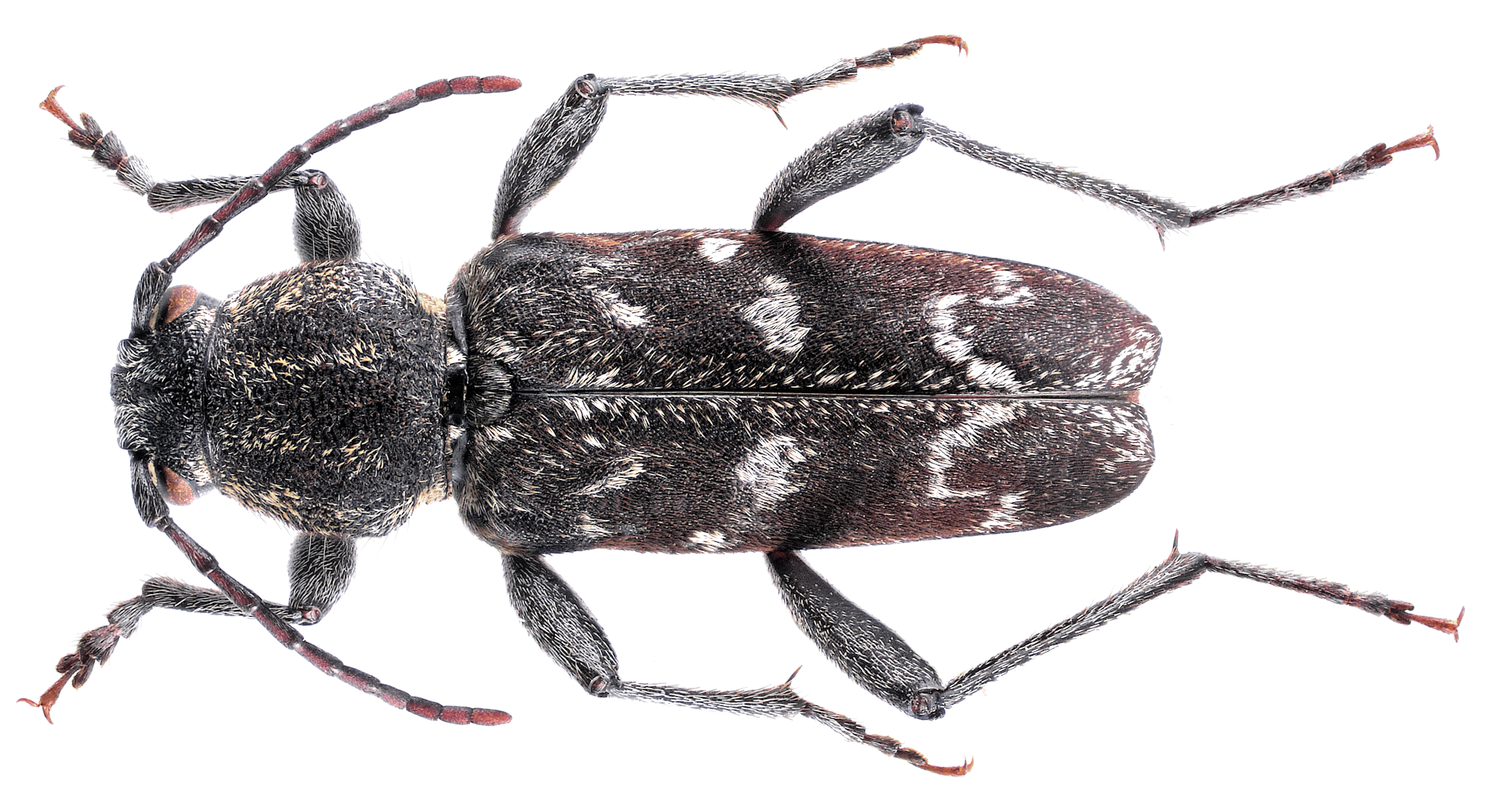
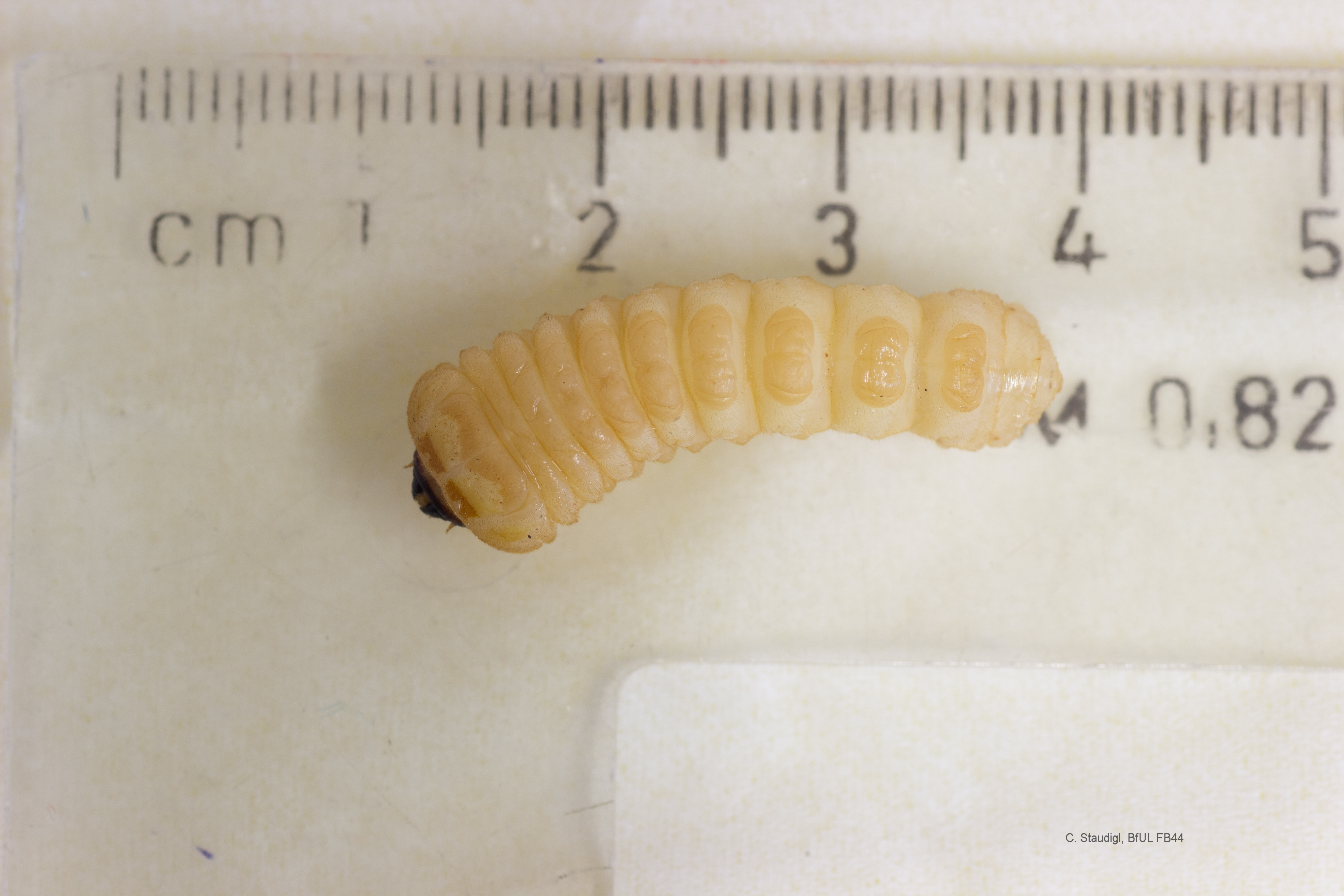
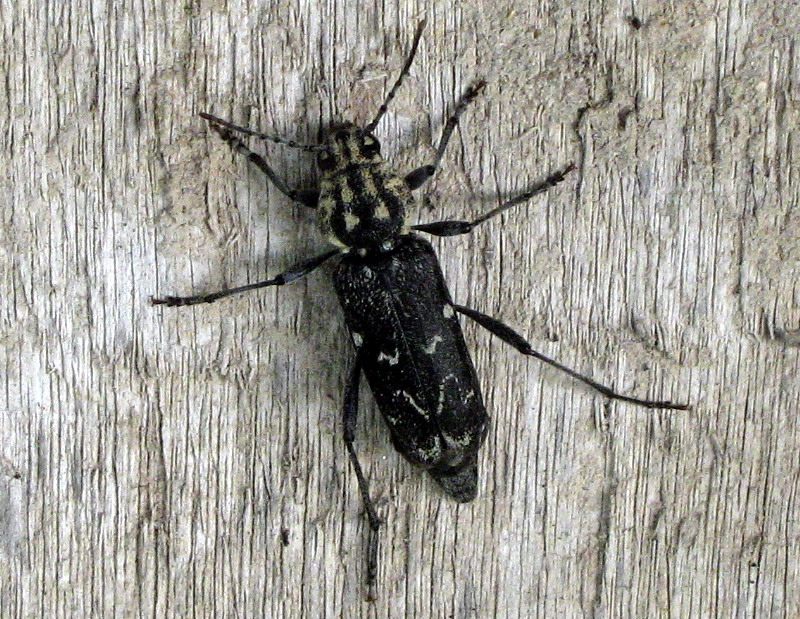